# Gaszowice (gmina)
Gaszowice – gmina wiejska w Polsce położona w województwie śląskim, w powiecie rybnickim. W latach 1975–1998 gmina administracyjnie należała do województwa katowickiego.
Siedziba gminy to Gaszowice.
Według danych z 30 czerwca 2004 gminę zamieszkiwało 8679 osób. Natomiast według danych z 31 grudnia 2017 roku gminę zamieszkiwało 9652 osób.

## Struktura powierzchni
Według danych z roku 2002 gmina Gaszowice ma obszar 19,54 km², w tym:
- użytki rolne: 83%
- użytki leśne: 3%

Gmina stanowi 8,7% powierzchni powiatu.

## Demografia

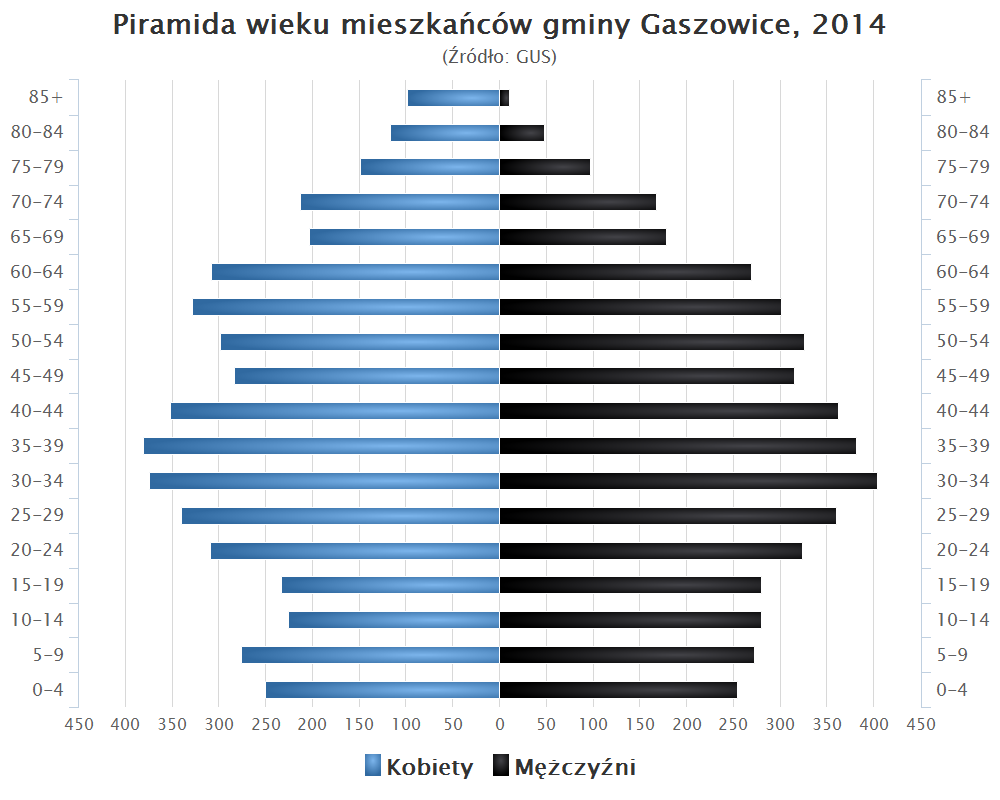
Piramida wieku mieszkańców gminy Gaszowice w 2014 roku

Dane z 30 czerwca 2004:
| Opis                              | Ogółem | Ogółem | Kobiety | Kobiety | Mężczyźni | Mężczyźni |
| --------------------------------- | ------ | ------ | ------- | ------- | --------- | --------- |
| jednostka                         | osób   | %      | osób    | %       | osób      | %         |
| populacja                         | 8679   | 100    | 4336    | 50      | 4343      | 50        |
| gęstość zaludnienia (mieszk./km²) | 444,2  | 444,2  | 221,9   | 221,9   | 222,3     | 222,3     |

## Sołectwa
Czernica, Gaszowice, Łuków Śląski, Piece, Szczerbice.

## Sąsiednie gminy
Jejkowice, Lyski, Rybnik, Rydułtowy

## Miasta partnerskie
Bruntál, Czechy